# خانواده خوب آمریکایی
خانواده خوب آمریکایی یک مجموعه درام آمریکایی است که بر اساس داستان واقعی ناتالیا گریس (با بازی ایموجن فیت رید) توسط کریستین (با بازی الن پومپئو) و مایکل بارنت (با بازی مارک دوپلاس) ساخته شده است. ناتالیا کودکی با قامتی کوتاه است که خانواده بارنت تصمیم می‌گیرند او را رها کنند، زیرا او رفتارهای عجیبی از خود نشان می‌دهد و به دروغ ادعا می‌کنند که او یک بزرگسال بوده که تظاهر به کودک بودن می‌کرده است تا این اقدامشان را توجیه کنند. این مجموعه در تاریخ ۱۹ مارس ۲۰۲۵ توسط سرویس هولو به نمایش درآمد.

## بازیگران و شخصیت‌ها

### بازیگران اصلی
- الن پومپئو در نقش کریستین بارنت، مادر خوانده ناتالیا
- مارک دوپلاس در نقش مایکل بارنت، پدر خوانده ناتالیا
- ایموجن فیت رید در نقش ناتالیا گریس، دختری ۷ ساله با مشکل کوتولگی

## تولید
در اوت ۲۰۲۲ گزارش شد که شبکه هولو سفارش ساخت یک سریال را داده است که از اتفاقات واقعی زندگی ناتالیا گریس الهام گرفته شده است. این سریال توسط کِیتی رابینز خلق شده است. الن پومپئو به عنوان بازیگر نقش کریستین بارنت قرارداد امضا کرد و به عنوان تهیه‌کننده اجرایی تحت برند «کلمتی جین» همراه با لورا هولستاین خواهد داشت. سارا ساترلند، مایک اپس، دن اسپایلو، نیلز کیرچنر و اندرو استیرن نیز به عنوان تهیه‌کنندگان اجرایی در این مجموعه حضور دارند.

## انتشار
این سریال هشت قسمتی به صورت هفتگی توسط شبکه هولو منتشر شد، اولین قسمت با نمایش دو اپیزود در تاریخ ۱۹ مارس ۲۰۲۵ شروع شد.

## بازخورد
در وب‌سایت جمع‌آوری نقدها «راتن تومیتوز»، ۵۰٪ از ۱۴ نقد انجام‌شده توسط منتقدان مثبت بوده است و میانگین امتیاز آن ۵٫۶ از ۱۰ می‌باشد. «متاکریتیک»، که از میانگین وزن‌دار استفاده می‌کند، به فصل اول امتیاز ۶۰ از ۱۰۰ داده است که نشان‌دهنده «نقدهای مختلط یا متوسط» می‌باشد.